# Чусум
Чусум (тиб. ཆུ་གསུམ་རྫོང་, Вайли: chu gsum rdzong, кит. упр. 曲松县, пиньинь Qūsōng xiàn, палл. Цюйсун сянь) — уезд в городском округе Шаньнань, Тибетский автономный район, КНР. Название уезда в переводе с тибетского означает «три реки».

## История
В 1959 году здесь был создан уезд Гьари. В 1965 году он был переименован в Чусум.

## Административное деление
Уезд делится на 2 посёлка и 3 волости:
- Посёлок Чусум (曲松镇)
- Посёлок Лобуша (罗布沙镇)
- Волость Чюдоджанг (邱多江乡)
- Волость Дуйсуй (索珠乡)
- Волость Шаджанг (下江乡)